# پیت واکر
پیت واکر (انگلیسی: Pete Walker؛ زادهٔ ۱۹۳۹) یک کارگردان، تهیه‌کننده و فیلم‌نامه‌نویس اهل بریتانیا است.

## فیلم‌شناسی
- For Men Only (۱۹۶۸)
- مدرسه برای سکس (۱۹۶۹)
- Man of Violence (۱۹۶۹)
- Cool It Carol! (۱۹۷۰)
- Die Screaming, Marianne (۱۹۷۱)
- Four Dimensions of Greta (۱۹۷۲)
- The Flesh and Blood Show (۱۹۷۲)
- تیفانی جونز (۱۹۷۳)
- House of Whipcord (۱۹۷۴)
- Frightmare (۱۹۷۴)
- House of Mortal Sin (۱۹۷۶)
- اسکیزو (۱۹۷۶)
- The Comeback (۱۹۷۸)
- Home Before Midnight (۱۹۷۹)
- House of the Long Shadows (۱۹۸۳)